# Joe Lolley
Joseph Lolley, detto Joe (Redditch, 25 agosto 1992) è un calciatore inglese, attaccante del Sydney FC.

## Palmarès
- Australia Cup: 1

Sydney FC: 2023